# Federación Metropolitana de Voleibol
La Federación Metropolitana de Voleibol (FMV) es una entidad sin fines de lucro que fomenta y regula el juego de voleibol dentro del área de Ciudad de Buenos Aires y alrededores tanto a nivel federado como escolar. A nivel de clubes, se ocupa de las diferentes competencias que disputan sus miembros, como la Copa Chulo Olmo (ex Copa Morgan), la Copa Metropolitana o el Campeonato Oficial. La federación se encuentra afiliada a la Federación del Voleibol Argentino y sus clubes participan a nivel nacional en la Liga Femenina de Voleibol Argentino y la Liga de Voleibol Argentina (en el caso de los hombres).

## Historia
La FMV se funda en 1932 como Federación Argentina de Volley Ball y Pelota al Cesto, bajo la presidencia de Enrique Romero Brest. La institución continuó manejando ambos deportes hasta mediados de los años 40, cuando las disciplinas se separan y la Federación pasa a enfocarse exclusivamente en el voleibol para luego, en 1948, crear la Confederación Sudamericana de Voleibol. En 1952 adquiere su nombre actual de Federación Metropolitana de Vóleibol, logrando la personería jurídica en 1974.

## Categorías
La federación organiza distintos torneos (juveniles, seniors, etc.), dividiéndose los torneos de mayores de edad en seis categorías en el caso de las mujeres (División de Honor, Primera, Segunda, Tercera, Cuarta y Quinta) y cuatro en el caso de los hombres (División de Honor, Primera, Segunda y Tercera), con un sistema de ascensos y descensos que se define cada año. Para el año 2022, estos serán definidos a través de una ronda especial o "play-off" como parte del Campeonato Oficial.

## Torneos locales organizados

### Copa Chulo Olmo

#### Copa Chulo Olmo Damas
| Año  | Campeón                                   | Subcampeón                                 |
| ---- | ----------------------------------------- | ------------------------------------------ |
| 2015 | Club Atlético San Lorenzo de Almagro      | Club Atlético Boca Juniors                 |
| 2016 | Club Atlético Boca Juniors                | Club Atlético San Lorenzo de Almagro       |
| 2017 | Club Ciudad de Buenos Aires               | Club Náutico Hacoaj                        |
| 2018 | Club Ciudad de Buenos Aires               | Club Argentino de Castelar                 |
| 2019 | Club Atlético Vélez Sarsfield             | MUPOL                                      |
| 2020 | Copa suspendida a causa de COVID19        | Copa suspendida a causa de COVID19         |
| 2021 | Club Ciudad de Buenos Aires               | Club Estudiantes de La Plata               |
| 2022 | Universidad Nacional de La Matanza (UNLM) | Club Social y Deportivo Glorias Argentinas |
| 2023 | Club Atlético Vélez Sarsfield             | Club Universitario de La Plata             |
| 2024 | Universidad Nacional de Tres de Febrero   | San Gregorio Voley                         |

#### Copa Chulo Olmo Caballeros
| Año  | Campeón                                          | Subcampeón                                       |
| ---- | ------------------------------------------------ | ------------------------------------------------ |
| 2015 | Universidad Nacional de La Matanza               | Club Atlético Vélez Sarsfield                    |
| 2017 | Club Náutico Hacoaj                              | Club Bella Vista                                 |
| 2018 | Club Atlético River Plate                        | Club Italiano                                    |
| 2019 | Club Atlético San Lorenzo de Almagro             | UAI Urquiza                                      |
| 2020 | Copa suspendida a causa de COVID19               | Copa suspendida a causa de COVID19               |
| 2021 | Copa cancelada en semifinales a causa de COVID19 | Copa cancelada en semifinales a causa de COVID19 |
| 2022 | Ferro                                            | Club Atlético San Lorenzo de Almagro             |

### Copa Metropolitana

#### Damas
| Año  | Campeón                       | Subcampeón                                               |
| ---- | ----------------------------- | -------------------------------------------------------- |
| 2016 | Club Estudiantes de La Plata  | Club Atlético Vélez Sarsfield                            |
| 2018 | Club Atlético Boca Juniors    | Club Atlético Banco de la Provincia de Buenos Aires      |
| 2019 | Club Atlético Boca Juniors    | Club de Gimnasia y Esgrima La Plata                      |
| 2021 | Club Atlético Vélez Sarsfield | Club de Gimnasia y Esgrima La Plata                      |
| 2022 | Club Atlético Boca Juniors    | Club Estudiantes de La Plata                             |
| 2023 | Club Atlético Boca Juniors    | Club Atlético San Lorenzo de Almagro (voleibol femenino) |
| 2024 | Club Atlético Boca Juniors    | Club Estudiantes de La Plata                             |

#### Caballeros
| Año  | Campeón                              | Subcampeón                         |                                    |
| ---- | ------------------------------------ | ---------------------------------- | ---------------------------------- |
| 2017 | Club Atlético San Lorenzo de Almagro | Club Náutico Hacoaj                |                                    |
| 2019 | Club Atlético San Lorenzo de Almagro | Club Atlético Boca Juniors         |                                    |
| 2020 | Copa suspendida a causa de COVID19   | Copa suspendida a causa de COVID19 | Copa suspendida a causa de COVID19 |
| 2021 | Club Atlético San Lorenzo de Almagro | Universidad Nacional de La Matanza |                                    |
| 2022 | Club Ciudad de Buenos Aires          | Club Atlético River Plate          |                                    |

### Campeonato Oficial

#### Damas
| Año  | Campeón                              | Subcampeón                           |
| ---- | ------------------------------------ | ------------------------------------ |
| 2010 | Club Atlético Boca Juniors           | Club Banco Nación                    |
| 2011 | Club Banco Nación                    | Club Gimnasia y Esgrima La Plata     |
| 2014 | Club Atlético Boca Juniors           | Club Gimnasia y Esgrima La Plata     |
| 2015 | Club Atlético San Lorenzo de Almagro | Club Atlético Boca Juniors           |
| 2016 | Club Atlético San Lorenzo de Almagro | Club Atlético River Plate            |
| 2017 | Club Atlético Boca Juniors           | Club Atlético San Lorenzo de Almagro |
| 2018 | Club Atlético Boca Juniors           | Club Atlético San Lorenzo de Almagro |
| 2019 | Club Atlético San Lorenzo de Almagro | Club Atlético River Plate            |
| 2021 | Club de Gimnasia y Esgrima La Plata  | Club Atlético River Plate            |
| 2022 | Club Gimnasia y Esgrima La Plata     | Club Atlético Boca Juniors           |
| 2023 | Club Atlético Boca Juniors           | Club Estudiantes de La Plata         |
| 2024 | Club Gimnasia y Esgrima La Plata     | Club Atlético Boca Juniors           |

#### Caballeros
| Año  | Campeón     | Subcampeón  |
| ---- | ----------- | ----------- |
| 2017 | Lomas Vóley | UAI Urquiza |

### Torneo 90 aniversario
Con motivo del 90.º aniversario de la fundación de la Federación, se organizó un torneo llamado "Torneo 90 aniversario" o "Copa de campeones", con la participación de Boca Juniors (último campeón de la Copa Metropolitana y subcampeón del Torneo Oficial 2022), Gimnasia y Esgrima La Plata (último campeón del Torneo Oficial), San Lorenzo (tercero en el último Torneo Oficial) y Estudiantes de la Plata. El torneo fue ganado por Gimnasia tras derrotar 3-0 a Boca en la final disputada en el Polideportivo Victor Nethol.

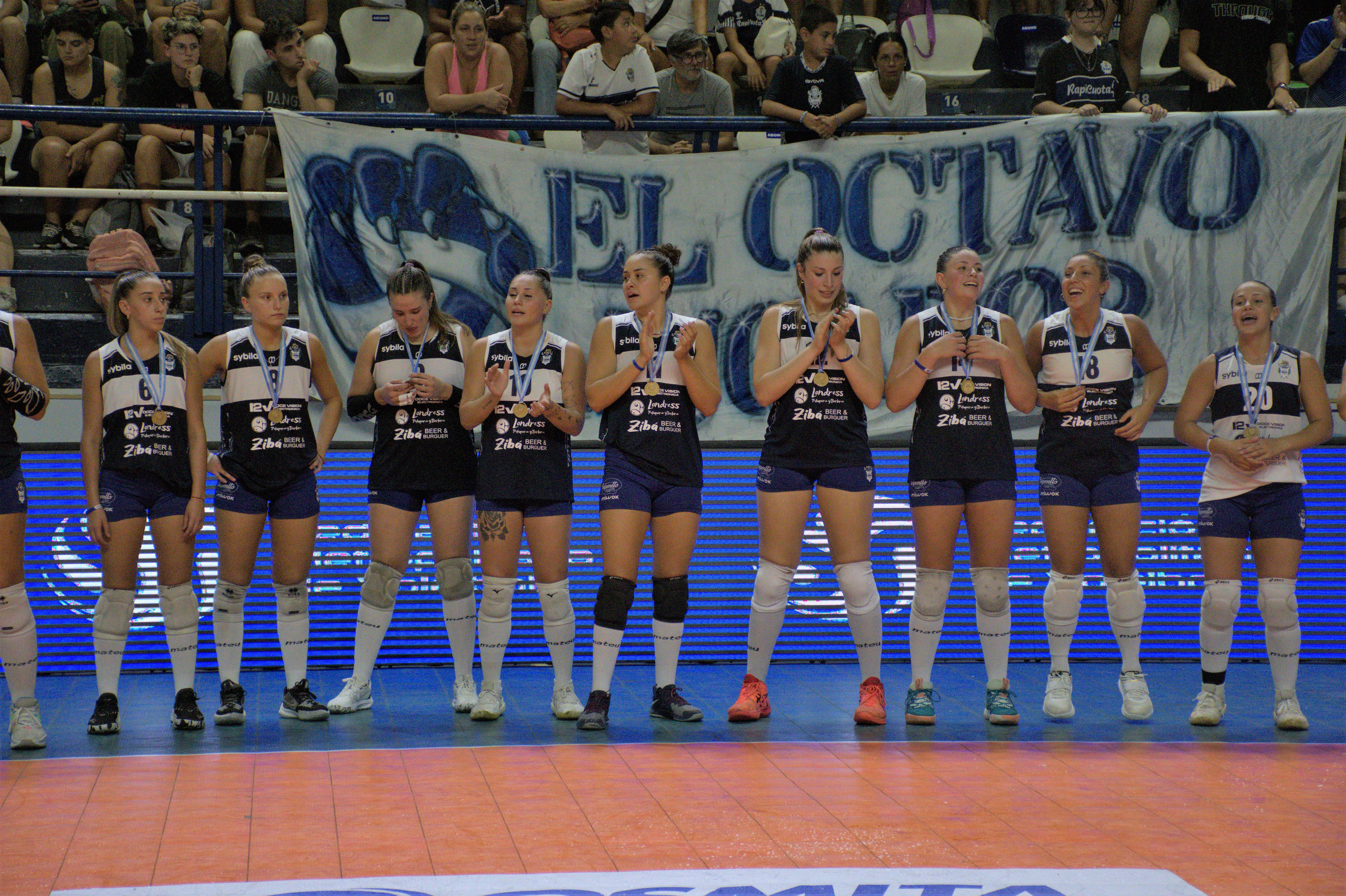
El equipo campeón, Gimnasia (LP), en la ceremonia de premiación del Torneo 90 aniversario.

- Wikimedia Commons alberga una categoría multimedia sobre Federación Metropolitana de Voleibol.

## Clubes afiliados
Ver: Anexo:Clubes afiliados a la Federación Metropolitana de Voleibol